# Подручна лига Републике Српске у фудбалу 2007/08.
 Подручна лига Републике Српске у фудбалу 2007/08. је било тринаесто по реду такмичење Подручне лиге Републике Српске у организацији Фудбалског савеза Републике Српске. Подручни савези Приједор,Градишка,Бања Лука,Добој и Бијељина су водила ова такмичења.Прваци подручја су стицали право уласка у виши ранг,у Друга лига Републике Српске у фудбалу.само још ове сезоне,и то након квалификација.Наиме најављена је реформа лигашког система,и оснивање нове треће лиге за наредну сезону Регионална лига РС.Нова лига би имала четири групе(Запад,Центар,Исток)са по 14 екипа изузев групе Југ,због мањег броја екипа у том региону.Тако да је ова сезона била последња у коме су Подручне лиге биле трећи ранг у Републици Српској.

## Побједници
У Подручној лиги Приједор прво мјесто заузела је екипа ФК Омарска која се након квалификација пласирала у Друга лига РС.Екипе између другог и четвртог мјеста пласирале су се у новоформирану Регионалнa лигa РС.Из лиге је испала последњепласирана екипа.

## Подручна лига Приједор - резултати
| Плас. | Тим        | ИГ | Д  | Н | ИЗ | ГД | ГП | ГР  | Бод |
| ----- | ---------- | -- | -- | - | -- | -- | -- | --- | --- |
| 1     | Омарска    | 22 | 17 | 4 | 1  | 66 | 15 | +51 | 55  |
| 2     | Борац (КД) | 22 | 15 | 5 | 2  | 54 | 22 | +32 | 50  |
| 3     | Братство   | 22 | 12 | 3 | 7  | 48 | 34 | +14 | 39  |
| 4     | Гомјеница  | 22 | 10 | 3 | 9  | 41 | 37 | +4  | 33  |
| 5     | Борац(Д)   | 22 | 8  | 4 | 10 | 45 | 44 | +1  | 28  |
| 6     | Брдо       | 22 | 8  | 4 | 10 | 23 | 41 | -18 | 28  |
| 7     | Подгрмеч   | 22 | 8  | 3 | 11 | 34 | 33 | +1  | 27  |
| 8     | Житопромет | 22 | 6  | 6 | 10 | 28 | 35 | -7  | 24  |
| 9     | Пламен     | 22 | 6  | 5 | 11 | 25 | 39 | -14 | 23  |
| 10    | Славија    | 22 | 6  | 4 | 12 | 31 | 49 | -18 | 22  |
| 11    | Расавци    | 22 | 5  | 6 | 11 | 25 | 48 | -23 | 21  |
| 12    | Козара     | 22 | 6  | 3 | 13 | 31 | 54 | -23 | 21  |

ИГ = Играо утакмица; Д = Добио; Н = Нерешио; ИЗ = Изгубио; ГД = Голова дао; ГП = Голова примио; ГР = Гол разлика ; Бод = Бодови